# Fuji Excursion
Le Fuji Excursion (富士回遊, Fuji Kaiyū) est un train express existant au Japon et exploité par la compagnie JR East, qui relie la ville de Tokyo à celle de Fujikawaguchiko. Son nom fait référence au mont Fuji.

## Gares desservies
Le Fuji Excursion circule de la gare de Shinjuku à la gare de Kawaguchiko en empruntant les lignes Chūō et Fujikyuko. Certains trains vont jusqu'à la gare de Chiba par la ligne Sōbu. 
| Nom des gares        |
| -------------------- |
| Chiba*               |
| Funabashi*           |
| Kinshichō*           |
| Shinjuku             |
| Tachikawa            |
| Hachiōji             |
| Ōtsuki               |
| Tsurubunkadaigakumae |
| Shimoyoshida         |
| Mont Fuji            |
| Fujikyu-Highland     |
| Kawaguchiko          |

Les gares marquées d'un astérisque ne sont pas desservies par tous les trains.

## Matériel roulant
Les services Fuji Excursion sont effectués par des rames série E353. Ils sont généralement couplés à un train Azusa ou Kaiji entre Shinjuku et Ōtsuki. Des rames série E257-5500 peuvent être utilisées sur certains services supplémentaires.

## Composition des rames
- Série E353 :

| N° de voiture | 1       | 2       | 3       |
| Classe        | Réservé | Réservé | Réservé |